# Młodzieżowe Indywidualne Mistrzostwa Szwecji na Żużlu 1995
Młodzieżowe Indywidualne Mistrzostwa Szwecji na Żużlu 1995 – cykl turniejów żużlowych, mających wyłonić najlepszych szwedzkich żużlowców w kategorii do 21 lat, w sezonie 1995. Tytuł wywalczył Robert Eriksson.

## Finał
- Norrköping, 22 września 1995

| Msc. | Zawodnik          | Klub        | Pkt   |  |  |
| ---- | ----------------- | ----------- | ----- |  |  |
| 1    | Robert Eriksson   | Valsarna    | 13    |  |  |
| 2    | Daniel Andersson  | Indianerna  | 12 +3 |  |  |
| 3    | Anders Henriksson | Vetlanda    | 12 +2 |  |  |
| 4    | Marcus Andersson  | Bysarna     | 10    |  |  |
| 5    | Emil Lindqvist    | Rospiggarna | 10    |  |  |
| 6    | Kenny Olsson      | Eskilstuna  | 8     |  |  |
| 7    | Frank Richt       | Smederna    | 7     |  |  |
| 8    | Patrik Dybeck     | Masarna     | 7     |  |  |
| 9    | Benny Olsson      | Vargarna    | 7     |  |  |
| 10   | Tomas Olsson      | Ornarna     | 6     |  |  |
| 11   | Thomas Karlsson   | Indianerna  | 6     |  |  |
| 12   | Magnus Johansson  | Bysarna     | 6     |  |  |
| 13   | Peter I. Karlsson | Indianerna  | 5     |  |  |
| 14   | Björn Gustavsson  | Vetlanda    | 5     |  |  |
| 15   | Robert Palovaara  | Karlstad    | 3     |  |  |
| 16   | Henrik Tolkstam   | Indianerna  | 2     |  |  |